# Gerard de Jode
Gerard de Jode (Nijmegen, 1509. − Antwerpen, 1591.), flamanski kartograf, Graviranjegraver i izdavač koji je živio i djelovao u Antwerpenu tijekom 16. stoljeća.
Godine 1547. pristupio je slikarskom Cehu sv. Luke i počeo s izdavanjem odnosno tiskanjem knjiga među kojima su često bila i slavna kartografska djela poput Gastaldijevog zemljovida svijeta iz 1555., Deventerovog zemljovida Brabanta iz 1558., Orteliusovih osam listova svijeta iz 1564., te Musinusovih i Secovih zemljovida.
Najznačajniji rad de Jodea jest atlas Speculum Orbis Terrarum (1578.) koji se smatra potpuno kompetentnim u odnosu na Orteliusov Theatrum Orbis Terrarum, tiskan osam godina ranije. Unatoč izuzetnoj reputaciji, atlas je bio skup i loše prodavan pa je danas sačuvano svega nekoliko desetaka primjeraka.
Zadnjih godina života pripremao je još opsežniji atlas koji je bio nedovršen prilikom njegove smrti 1591. godine, no obiteljsku kartografsku tradiciju nastavio je njegov sin C. de Jode pa je novo djelo (Speculum Orbis Terrae) ipak tiskano dvije godine kasnije. Suvremeni kartografi de Jodeov atlas smatraju kvalitetnijim od Orteliusovog po detaljima i stilu.

## Poveznice
- Povijest kartografije